# Heinz Zatschek

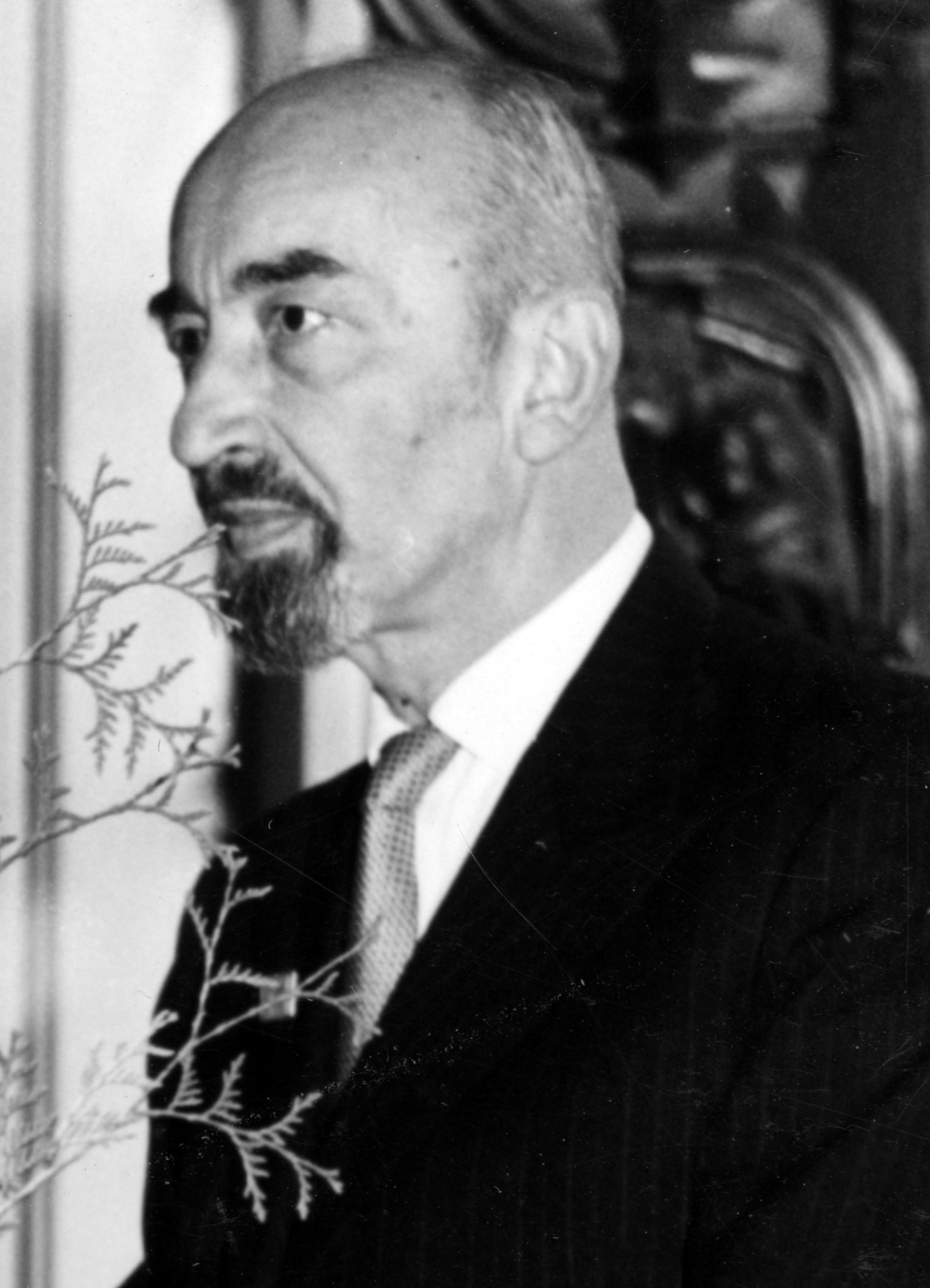
Heinz Zatschek

Heinrich Eugen Arthur „Heinz“ Zatschek (* 27. Juni 1901 in Wien; † 23. Mai 1965 in Friedrichshafen) war ein österreichischer Historiker, Mediävist, Diplomatiker und Hochschullehrer. In den 1930er und 1940er Jahren war er ordentlicher Universitätsprofessor für Mittelalterliche Geschichte und Historische Hilfswissenschaften an den Universitäten in Prag und Wien. Von 1957 bis 1965 war er Direktor des Heeresgeschichtlichen Museums in Wien.

## Leben

### Herkunft und Studium
Zatschek wurde als Sohn eines Marinebeamten und nachmaligen Bankangestellten und dessen Frau, die aus einer Juristenfamilie stammte, in Wien geboren. Die historische Bibliothek seines Großvaters weckte sein Interesse an Geschichte. Er besuchte das Gymnasium Wien XIII (Hietzing) und studierte ab 1919 Geschichte an der Universität Wien. Außerdem absolvierte er von 1921 bis 1923 den 33. Kurs am Institut für Österreichische Geschichtsforschung in Wien (Staatsprüfung). 1923 wurde er bei Oswald Redlich mit der Dissertation Die Operationen  Bonapartes in Italien gegen die österreichischen Erblande 1797 zum Dr. phil. promoviert.

### MGH und Professuren in Wien und Prag
Von 1924 bis 1928 arbeitete er in der Wiener Diplomata-Abteilung der Monumenta Germaniae Historica und volontierte in der Universitätsbibliothek Wien. Außerdem war er für den Deutschen Schulverein und den Deutschen Kulturverband tätig. Nach seiner Habilitation 1928 über Wibald von Stablo wurde er Privatdozent an der Universität Wien und 1929 außerplanmäßiger Professor für Mittelalterliche Geschichte und Historische Hilfswissenschaften an der Deutschen Universität Prag, wo er bereits 1927 die Lehrkanzlei vertrat. 1934 wurde er daselbst ordentlicher Professor für Volksforschung. 1937/38 war er Dekan der Philosophischen Fakultät.
Zatschek wurde 1930 tschechoslowakischer Staatsbürger. Am 24. April 1938 trat Zatschek in die Sudetendeutsche Partei ein, dann am 1. April 1939 in die NSDAP (Mitgliedsnummer 7.077.889), außerdem war er Mitglied des NS-Dozentenbundes. In der Folge bemühte sich der als „aufrichtiger Parteigenosse“ eingeschätzte Zatschek um eine völkisch ausgerichtete Geschichtsschreibung, um zum Beispiel den Anteil der Deutschen am Machtapparat der Přemysliden zu bestimmen oder den Nachweis zu erbringen, dass es im Mittelalter keinen tschechischen „Volksboden“ gegeben habe. Zwischen 1938 und 1942 wechselte Zatscheck mehrfach zwischen Wien (1941/42 war er als Nachfolger von Hans Hirsch ordentlicher Professor) und Prag hin und her, um schließlich in Prag wieder seinen Lehrstuhl einzunehmen und dort als Abteilungsleiter für Philologie und Geschichte an der Reinhard-Heydrich-Stiftung zur Assimilation der Tschechen mitzuarbeiten, in der er zusammen mit Anton Ernstberger das Landesgeschichtliche Institut für Böhmen und Mähren leitete. 1944/45 war er Archivleiter der Prager Universität. 1945 wurde er außer Dienst gestellt.
Von 1936 bis 1945 war er Mitglied der Deutschen Gesellschaft der Wissenschaften und Künste für die Tschechoslowakische Republik (bzw. der Deutschen Akademie der Wissenschaften in Prag).

### Archivar und Dozent in Wien
Zatschek kehrte nach Österreich zurück und war von 1945 bis 1957 Angestellter des Stadtarchivs Wien und wissenschaftliche Hilfskraft in der Bundeskammer für gewerbliche Wirtschaft. 1955 wurde er Universitätsdozent für Historische Hilfswissenschaften, Geschichte des Mittelalters und Wirtschaftsgeschichte an seiner Alma Mater in Wien. 1954 wurde er ordentliches Mitglied der Historischen Kommission der Sudetenländer und Mitglied der Südostdeutschen Historischen Kommission (ab 1957).
Zatschek hielt noch lange in der Nachkriegszeit an seiner Weltanschauung fest. So zeigte er sich in einem Brief an Theodor Mayer im Jahr 1962 darüber erbost, dass das Collegium Carolinum (Mitglied 1959–1964) gebürtige Tschechen einstellte und empörte sich über Ferdinand Seibt, weil dieser den „Hussitismus“ als „Kulturepoche“ bezeichnet und damit den „völkischen Standpunkt“ verraten habe.

### Museumsdirektor
1955 wurde er Kustos, von 1957 bis zu seinem Ableben 1965 war Zatschek dann Direktor des Heeresgeschichtlichen Museums in Wien. Er wurde am Hietzinger Friedhof bestattet. Aus der Wiederaufbauzeit des Museums stammt ein Zitat Zatscheks, in dem er die Bedeutung der noch jungen Zweiten Republik Österreich besonders unterstrich:

„Wenn nun, nicht ohne Zögern, der Beschluss gefasst wurde, das Heeresmuseum wieder aufzubauen, dann gehörte dazu bei der Direktion wie bei den Stellen, die den Wiederaufbau finanzieren mussten, ein unerschütterlicher Glaube an die Zukunft Österreichs, sonst hätte der kleine, vorerst um alle Hilfsquellen gebrachte Staat diese Bauvorhaben nicht in Angriff nehmen dürfen.“

## Werk
Zatscheks wissenschaftliches Werk gilt als „reich und mannigfaltig“ (Otto Brunner). Es war ursprünglich geprägt von hilfswissenschaftlichen Untersuchungen, insbesondere der Urkundenlehre. Zahlreiche Beiträge erschienen von 1929 bis 1942 in den Mitteilungen des Instituts für österreichische Geschichtsforschung. Später erweiterte er seine Tätigkeit um die Erforschung der Geschichte Böhmens und Mährens. Nach 1945 widmete er sich gewerbegeschichtlichen Studien.
Um den ideologischen Anforderungen im Reichsprotektorat Böhmen und Mähren unter Reinhard Heydrich zu genügen, arbeitete Zatschek auch mit dezidierten „Rasseforschern“ wie Karl Valentin Müller zusammen, mit dem er 1941 die Studie Das biologische Schicksal der Přemysliden. Ein Beispiel für aufartende Wirkung deutscher Erblinien in fremdvölkischen Blutskreisen veröffentlichte. Damit wurde er zu einem Hauptträger der rassistischen Zuspitzung der Kulturträgertheorie.
Nach Ende des Zweiten Weltkrieges wurden in der Sowjetischen Besatzungszone (SBZ) Zatscheks Schriften England und das Reich (1942) und Das Europäische Gleichgewicht (1943) sowie das von ihm zusammen mit Wilhelm Weizsäcker und Gustav Pirchan herausgegebene Das Sudetendeutschtum (1939) auf die Liste der auszusondernden Literatur gesetzt.
Nach Friedrich Walter fanden „seine […] Arbeiten […] stets hohe Anerkennung“.

## Auszeichnungen
- 1964: Großes Ehrenzeichen für Verdienste um die Republik Österreich[16]

## Schriften (Auswahl)
- Studien zur mittelalterlichen Urkundenlehre. Konzept, Register und Briefsammlung (= Schriften der Philosophischen Fakultät der Deutschen Universität in Prag. Band 4). R. M. Rohrer, Brünn 1929 (Neudruck, Scientia-Verlag, 1974, ISBN 3-511-00806-9).
- Das Volksbewusstsein. Sein Werden im Spiegel der Geschichtsschreibung. Rohrer, Brünn u. a. 1936.
- Wie das Erste Reich der Deutschen entstand. Staatsführung, Reichsgut und Ostsiedlung im Zeitalter der Karolinger (= Quellen und Forschungen aus dem Gebiete der Geschichte. Hrsg. von der Historischen Kommission der Deutschen Gesellschaft der Wissenschaften und Künste in Prag. Band 16). Verlag der Deutschen Gesellschaft der Wissenschaften und Künste, Prag 1940.
- England und das Reich. Rohrer, Brünn u. a. 1942.
- Zur Ausgabe der Urkunden des Wiener Bürgerspitals . In: Jahrbuch des Vereines für Geschichte der Stadt Wien, Jahrgang 1946, Heft 5/6, S. 124–148 (online bei ANNO).
- Handwerk und Gewerbe in Wien. Von den Anfängen bis zur Erteilung der Gewerbefreiheit im Jahre 1859. Österreichischer Gewerbeverlag, Wien 1949.
- 550 Jahre jung sein. Die Geschichte eines Handwerks. Nach einem Manuskript über das Wiener Tischlerhandwerk. Verlag für Geschichte der Politik, Wien 1958.